# Villa Jovis
Villa Jovis o Iovis (dal latino Villa di Giove), è situata sulla vetta del monte Tiberio, che si trova nella parte orientale dell'isola di Capri.
Dal dicembre 2014 il Ministero per i beni e le attività culturali la gestisce tramite il Polo museale della Campania, nel dicembre 2019 divenuto Direzione regionale Musei. Nel 2016 ha registrato 27 488 visitatori.

## Storia
Villa Jovis è nota per essere stata sia la dimora dell'imperatore romano Tiberio Giulio Cesare Augusto sia il palazzo del governo di Roma negli anni tra il 26 e il 37 d.C. Scoperta sotto il regno di Carlo III di Borbone è stata valorizzata dagli archeologi  Amedeo Maiuri e Norbert Hadrawa nel 1932. Villa Jovis ha suscitato un grande interesse tra gli studiosi di tutto il mondo per il ruolo svolto durante la permanenza degli antichi romani sull'isola di Capri.

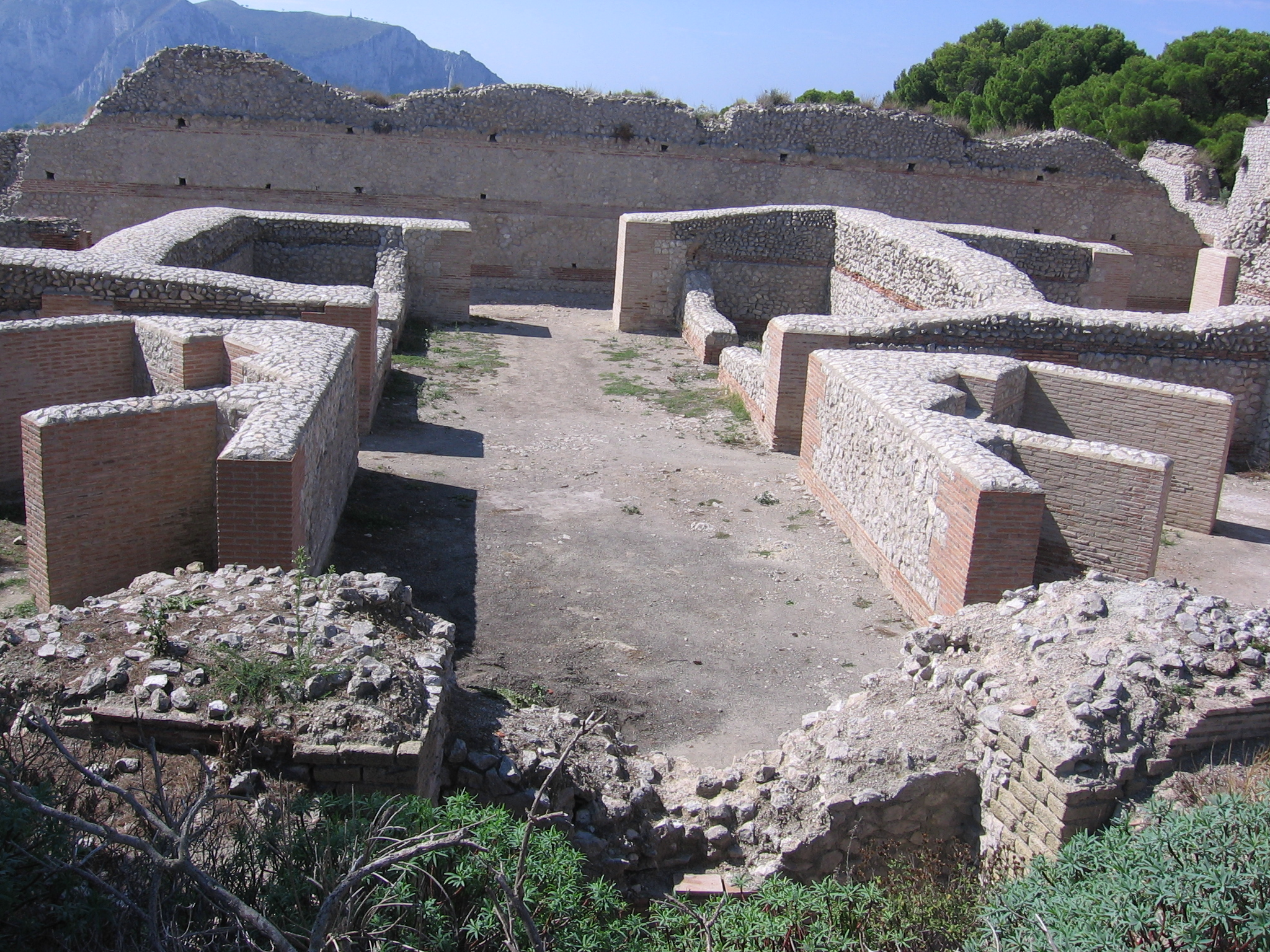
Gli scavi di villa Jovis.

### Tiberio e la sua villa
Da questa e dalle sue altre ville sull'isola di Capri,  Tiberio Giulio Cesare Augusto governò l'Impero per oltre undici anni.
Sulla personalità di Tiberio ancora oggi si fanno molte speculazioni. Alcuni cronisti dell'epoca, lo descrivevano come un despota dalla personalità crudele e senza scrupoli. L'ozio e i vizi di corte lo avrebbero indotto nel commettere brutalità eccessive, come quella di far lanciare nel vuoto del Salto di Tiberio i suoi schiavi. Questa e altre analoghe malignità hanno macchiato la sua immagine per secoli ma, forse, non corrispondono alla realtà. 

Fonti da altri asseritamente ritenute più attendibili ed a lui contemporanee descrivono invece Tiberio come una persona distaccata, introversa, di poche parole. Difficilmente riceveva ospiti, tanto meno organizzava serate di gala, ancora più rari erano i ricevimenti diplomatici. Trascorreva intere giornate in profonda solitudine, rinunciando alla presenza della sua scorta, della sua servitù e del segretariato imperiale dedicandosi a passeggiate solitarie lungo il belvedere della sua villa che affaccia sui golfi di Napoli e di Salerno.
Durante il suo lungo soggiorno sull'isola parte delle cariche dello Stato vennero trasferite da Roma a Capri, da ciò si rese necessario realizzare alla villa ulteriori aumenti di volume; malgrado tutto, gli ampliamenti e le aree realizzate risultarono insufficienti. Più tardi si resero necessarie altre modifiche a causa del decadimento progressivo dello stato di salute dell'Imperatore dovuto soprattutto alla sua età avanzata. Un sistema di torri costiere per comunicazioni ottiche e di veloci liburne consentiva comunque all'imperatore di ricevere rapidamente messaggi e d'impartire ordini.

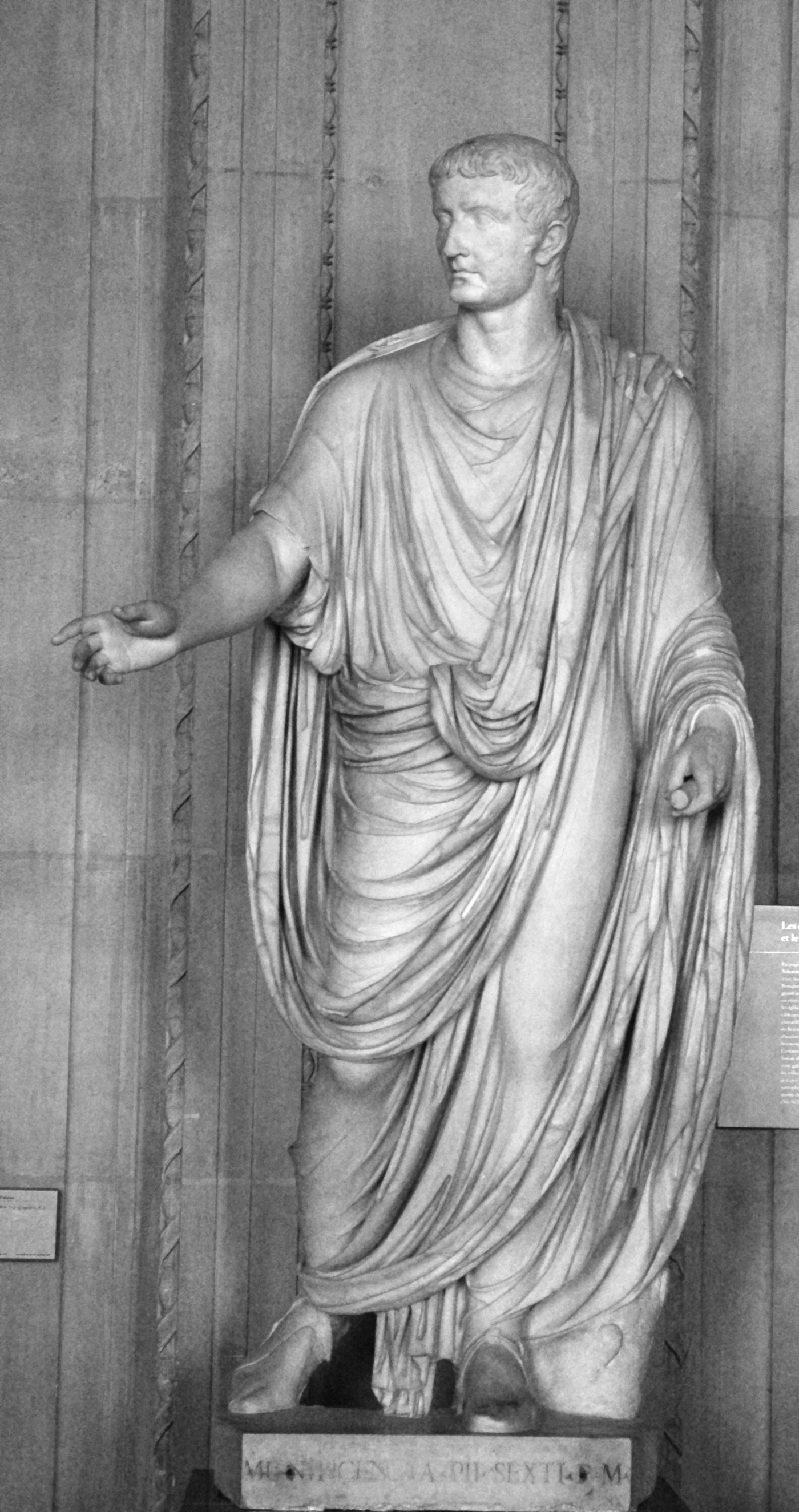
Statua marmorea di Tiberio ritrovata a Capri ed oggi esposta al Louvre

Alcuni studiosi affermano che Tiberio soffrisse di tubercolosi, ragione in cui i suoi medici gli avrebbero consigliato un lungo soggiorno in zone costiere. L'aria marina sarebbe stata la terapia indicata. Sulla veridicità delle ipotesi avanzate fino ad oggi non ci sono conferme. 

 Svetonio narra che l'Imperatore Tiberio aveva con il Senato, le classi patrizie ed i vertici militari relazioni torbide e caratterizzate da forti divergenze. 

Una delle cause principali era la sua politica di risparmio, essendo contrario all'espansionismo dell'Impero. Tiberio riuscì a risanare con grande successo e in pochi anni il disastrato bilancio dello Stato lasciatogli dai suoi predecessori. Un'opera che tuttavia lo pose in forte contrasto con il Senato, fino al suo isolamento. 

Dopo essersi reso conto che qualcosa contro di lui era da tempo in atto, forse per sfuggire ad un possibile attentato, lasciò la capitale per una «lunga convalescenza». La scelta  di andare a Capri ed abitare a Villa Jovis non fu casuale, probabilmente fu proprio in ragione della sua incolumità. Negli ambienti di corte la decisione del suo trasferimento verso l'isola delle Sirene venne accolta dalle classi nobili, le alte cariche militari e del Senato con grande soddisfazione. La sua assenza da Roma per curarsi "la salute" venne considerata come una saggia decisione, decisione che tuttavia ancora oggi è rimasta un grande mistero.
Tra le ipotesi più azzardate del suo stato di salute, vi è quella secondo cui Tiberio durante la sua gioventù nelle sue campagne d'Africa e del Reno avrebbe contratto una malattia che gli avrebbe reso la vista debole. Altri sostengono che il suo carattere talvolta "scontroso" fosse presumibilmente dovuto ai malanni che aveva contratto sui campi di battaglia. 

Nonostante tutto Tiberio continuò a rivestire la sua carica d'imperatore, tenendo le dovute distanze dai cospiratori rimasti a Roma.
Ma alcuni sostengono che la carriera politica ed il potere non erano mai stati all'apice delle sue ambizioni, anche se aveva brigato per perseguirli. Tiberio era affascinato dalle meraviglie del Mediterraneo come dimostrerebbe il suo lungo soggiorno a Rodi dedicato agli studi e alla riflessione. 

Durante la sua permanenza sull'isola di Capri ordinò la modifica e la costruzione di altri palazzi intorno ad essa: tra i più noti vi è quello di Palazzo a Mare, altrimenti noto come «Bagni di Tiberio».

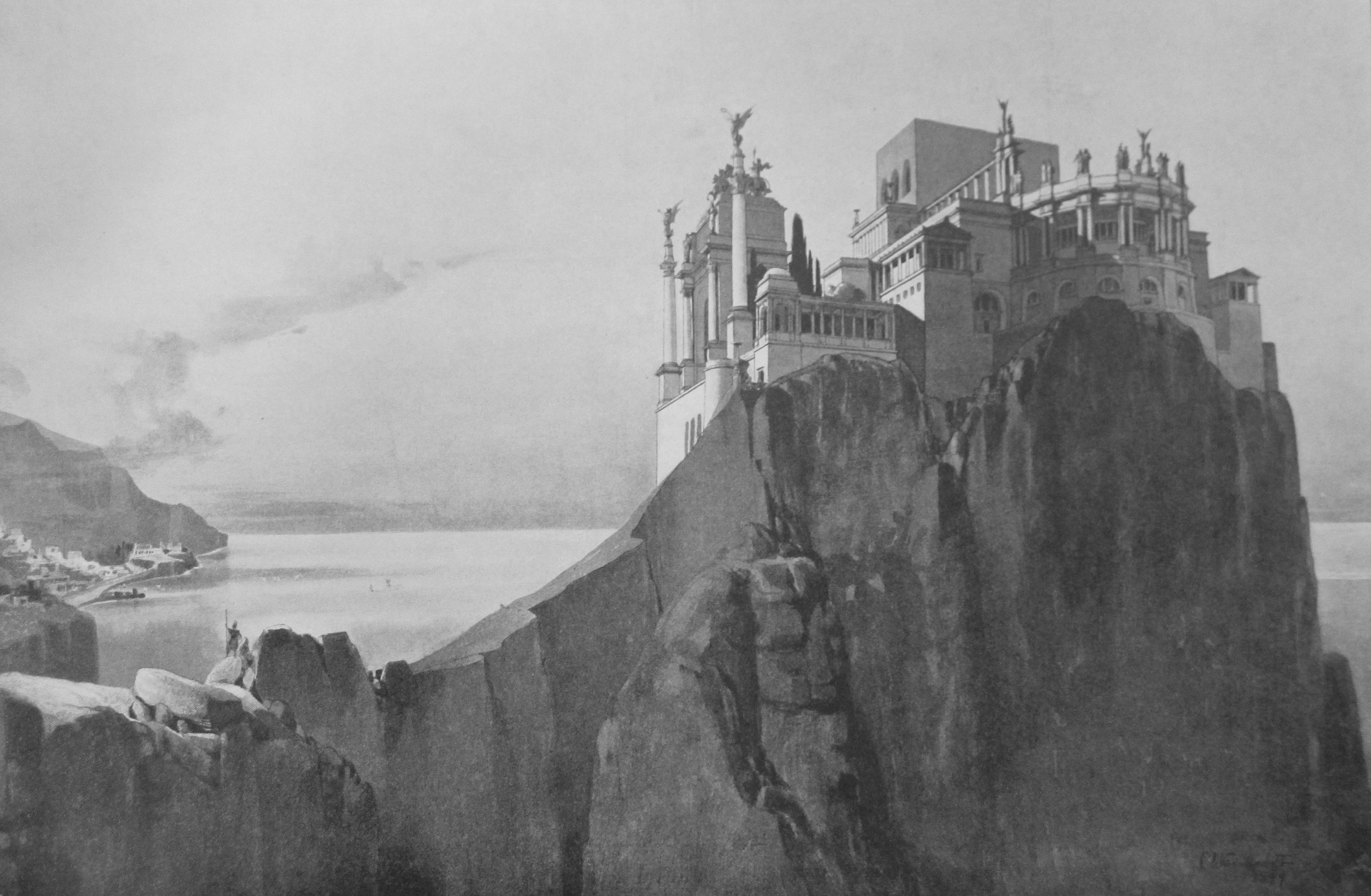
Ricostruzione ottocentesca dell'aspetto originario di Villa Jovis.

Nella stagione estiva si trasferiva qui: proprio in questo suo quartiere marittimo, dove l'imperatore amava fare il bagno.
Gli architetti che progettarono gli ampliamenti della già esistente villa Jovis, per rendere il soggiorno dell'imperatore più confortevole, si trovarono di fronte al grande problema dell'approvvigionamento idrico. L'acqua potabile, abbondante nei bassi rilievi dell'isola, scarseggiava a quote superiori. Già qualche decennio prima che l'imperatore lasciasse Roma, vennero quindi costruite due o più cisterne di grande capienza disposte nelle fondamenta della Villa Jovis. Quest'opera unica e ben concepita rese possibile la raccolta di grandi volumi di acqua piovana, così da renderne possibile l'erogazione in aree dell'isola meno accessibili, sia durante l'epoca romana che nei secoli successivi.

### Dall'età borbonica in poi

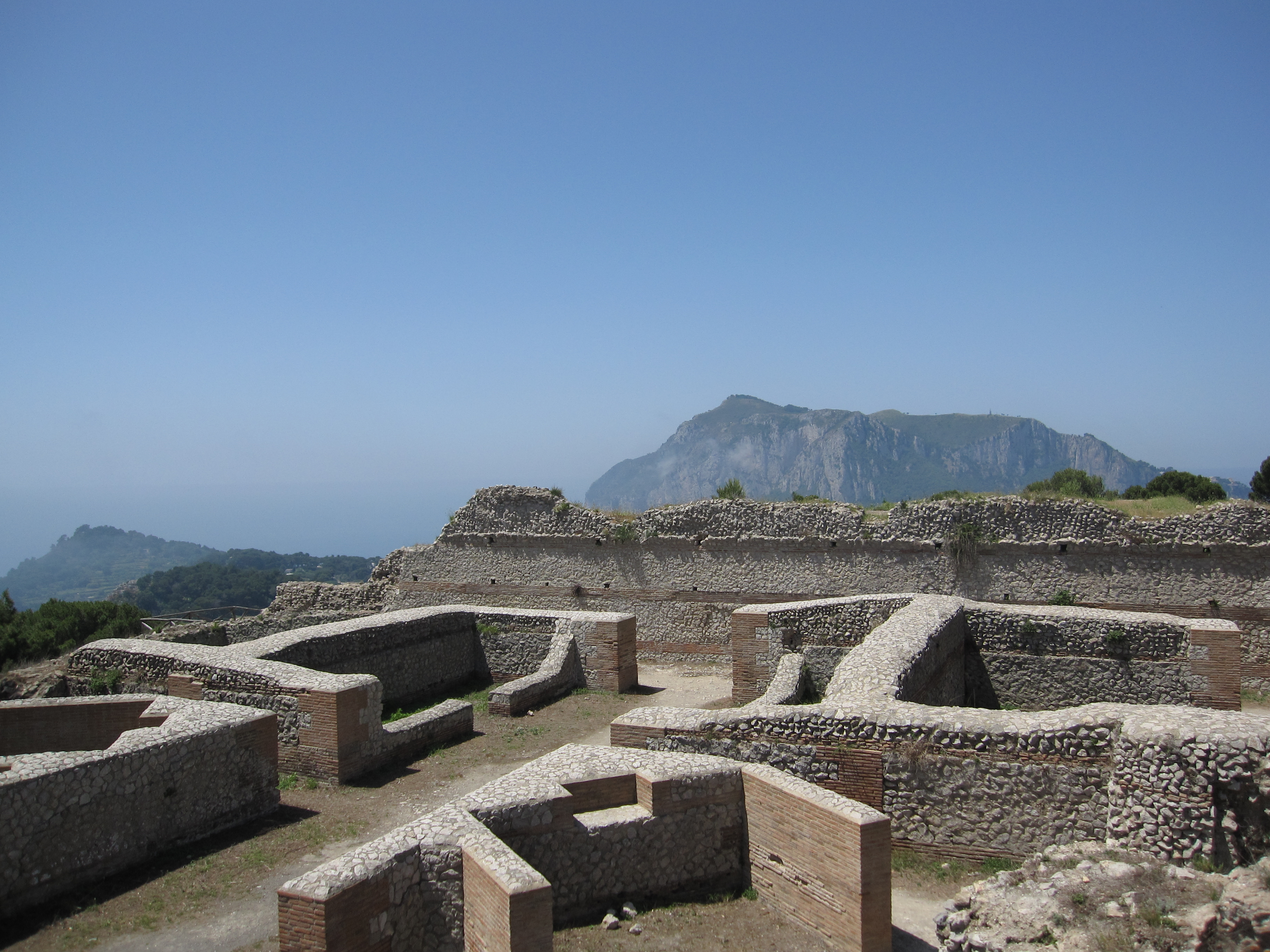
La parte settentrionale della villa.

Villa Jovis venne riscoperta nel XVIII secolo sotto il regno di Carlo di Borbone .
La villa fu oggetto di un intervento di recupero nel 1932 diretto dall'archeologo Amedeo Maiuri: furono rimosse le macerie che si erano nuovamente accumulate sulle rovine della villa, che ne risultarono rivalorizzate. A Maiuri è stata intitolata la strada che, partendo dal centro della contrada di Tiberio, conduce alle rovine.

## Descrizione
Villa Jovis è situata in posizione strategica, sul monte Tiberio, promontorio orientale dell'isola, a 334 metri sul livello del mare. Dalla sua posizione sublime si possono osservare l'isola d'Ischia, Procida, il golfo di Napoli, la penisola sorrentina quindi il golfo di Salerno fino alle terre del Cilento.